# فيكتور مانويل غونزاليس رييس
فيكتور مانويل غونزاليس رييس (بالإسبانية: Víctor Manuel González Reyes)‏ هو سياسي مكسيكي، ولد في 17 يونيو 1965 في تيخوانا في المكسيك. نشط حزبياً في حزب العمل الوطني. وقد انتخب عضو مجلس النواب المكسيك.